# Centrolene heloderma
Centrolene heloderma (Duellman, 1981) è un anfibio anuro appartenente alla famiglia Centrolenidae.

## Descrizione
I maschi misurano mediamente da 26,8 a 31,5 mm e le femmine misurano 32,3 mm.

## Distribuzione
Questa specie è endemica della Colombia e dell'Ecuador.

## Conservazione
L'IUCN classifica la specie come in pericolo critico a causa della perdita dell'habitat.